# Poplaca
Poplaca – wieś w Rumunii, w okręgu Sybin, w gminie Poplaca. W 2011 roku liczyła 1802 mieszkańców.